# Scytodes paarmanni
Scytodes paarmanni là một loài nhện trong họ Scytodidae.
Loài này thuộc chi Scytodes. Scytodes paarmanni được miêu tả năm 1999 bởi Antonio D. Brescovit & Höfer.